# Bilan saison par saison de l'Ipswich Town Football Club
Cet article présente le bilan saison par saison de l'Ipswich Town Football Club, à savoir ses résultats en championnat, coupes nationales et coupes européennes depuis sa professionnalisation en 1936.

## Légende du tableau
| Champion / Vainqueur | Deuxième / Finaliste | Troisième | Promotion | Relégation |

Les changements de divisions sont indiqués en gras.
- Première division = Division 1 (jusqu'en 1992) puis Premier League (depuis 1992)
- Deuxième division = Division 2 (jusqu'en 1992) puis Division 1 (1992-2004) puis Championship (depuis 2004)
- Troisième  division = Division 3 (jusqu'en 1992) puis Division 2 (1992-2004) puis League One (depuis 2004)
- Quatrième division = Division 4 (jusqu'en 1992) puis Division 3 (1992-2004) puis League Two (depuis 2004)

- C1 = Coupe des clubs champions européens (jusqu'en 1992) puis Ligue des champions (depuis 1992)
- C2 = Coupe des coupes (1960-1999)
- C3 = Coupe des villes de foires (1955-1971) puis Coupe UEFA (1971-2009) puis Ligue Europa (depuis 2009)

## Bilan toutes compétitions confondues
| Saison                                                                                  | Championnat     | Championnat | Championnat | Championnat | Championnat | Championnat | Championnat | Championnat | Championnat | Championnat | Coupes nationales  | Coupes nationales | Coupes nationales | Coupes d'Europe | Coupes d'Europe     |
| Saison                                                                                  | Division        | Pos         | Pts         | J           | V           | N           | D           | BP          | BC          | Diff.       | Coupe d'Angleterre | Coupe de la Ligue | Supercoupe        | Compétition     | Résultat            |
| --------------------------------------------------------------------------------------- | --------------- | ----------- | ----------- | ----------- | ----------- | ----------- | ----------- | ----------- | ----------- | ----------- | ------------------ | ----------------- | ----------------- | --------------- | ------------------- |
| 1936-1937                                                                               | Southern League | 1er         | 46          | 30          | 19          | 8           | 3           | 68          | 35          | +33         | Deuxième tour      | —                 | —                 | —               | —                   |
| 1937-1938                                                                               | Southern League | 3e          | 44          | 34          | 19          | 6           | 9           | 89          | 54          | +35         | Premier tour       | —                 | —                 | —               | —                   |
| 1938-1939                                                                               | Division 3 Sud  | 7e          | 44          | 42          | 16          | 12          | 14          | 62          | 52          | +10         | Troisième tour     | —                 | —                 | —               | —                   |
| Aucune compétition disputée entre 1939 et 1945 en raison de la Seconde Guerre mondiale. |                 |             |             |             |             |             |             |             |             |             |                    |                   |                   |                 |                     |
| 1945-1946                                                                               | —               | —           | —           | —           | —           | —           | —           | —           | —           | —           | Deuxième tour      | —                 | —                 | —               | —                   |
| 1946-1947                                                                               | Division 3 Sud  | 6e          | 46          | 42          | 16          | 14          | 12          | 61          | 53          | +8          | Deuxième tour      | —                 | —                 | —               | —                   |
| 1947-1948                                                                               | Division 3 Sud  | 4e          | 49          | 42          | 23          | 3           | 16          | 67          | 61          | +6          | Premier tour       | —                 | —                 | —               | —                   |
| 1948-1949                                                                               | Division 3 Sud  | 7e          | 45          | 42          | 18          | 9           | 15          | 78          | 77          | +1          | Premier tour       | —                 | —                 | —               | —                   |
| 1949-1950                                                                               | Division 3 Sud  | 17e         | 35          | 42          | 12          | 11          | 19          | 57          | 86          | -29         | Troisième tour     | —                 | —                 | —               | —                   |
| 1950-1951                                                                               | Division 3 Sud  | 8e          | 52          | 42          | 23          | 6           | 17          | 69          | 58          | +11         | Deuxième tour      | —                 | —                 | —               | —                   |
| 1951-1952                                                                               | Division 3 Sud  | 17e         | 41          | 46          | 16          | 9           | 21          | 63          | 74          | -11         | Troisième tour     | —                 | —                 | —               | —                   |
| 1952-1953                                                                               | Division 3 Sud  | 17e         | 41          | 46          | 13          | 15          | 18          | 60          | 69          | -9          | Troisième tour     | —                 | —                 | —               | —                   |
| 1953-1954                                                                               | Division 3 Sud  | 1er         | 64          | 42          | 27          | 10          | 9           | 82          | 51          | +31         | Cinquième tour     | —                 | —                 | —               | —                   |
| 1954-1955                                                                               | Division 2      | 21e         | 28          | 42          | 11          | 6           | 25          | 57          | 92          | -35         | Premier tour       | —                 | —                 | —               | —                   |
| 1955-1956                                                                               | Division 3 Sud  | 3e          | 64          | 46          | 25          | 14          | 7           | 106         | 60          | +46         | Premier tour       | —                 | —                 | —               | —                   |
| 1956-1957                                                                               | Division 3 Sud  | 1er         | 54          | 46          | 25          | 9           | 12          | 59          | 101         | -42         | Premier tour       | —                 | —                 | —               | —                   |
| 1957-1958                                                                               | Division 2      | 8e          | 44          | 42          | 16          | 12          | 14          | 68          | 69          | -1          | Quatrième tour     | —                 | —                 | —               | —                   |
| 1958-1959                                                                               | Division 2      | 16e         | 40          | 42          | 17          | 6           | 19          | 62          | 77          | -15         | Cinquième tour     | —                 | —                 | —               | —                   |
| 1959-1960                                                                               | Division 2      | 11e         | 44          | 42          | 19          | 6           | 17          | 78          | 68          | +10         | Troisième tour     | —                 | —                 | —               | —                   |
| 1960-1961                                                                               | Division 2      | 1er         | 59          | 42          | 26          | 7           | 9           | 100         | 55          | +45         | Troisième tour     | Premier tour      | —                 | —               | —                   |
| 1961-1962                                                                               | Division 1      | 1er         | 56          | 42          | 24          | 8           | 10          | 93          | 67          | +26         | Troisième tour     | Quatrième tour    | —                 | —               | —                   |
| 1962-1963                                                                               | Division 1      | 17e         | 35          | 42          | 12          | 11          | 19          | 59          | 78          | -19         | Quatrième tour     | —                 | Finale            | C1              | Huitièmes de finale |
| 1963-1964                                                                               | Division 1      | 22e         | 25          | 42          | 9           | 7           | 26          | 56          | 121         | -65         | Quatrième tour     | Deuxième tour     | —                 | —               | —                   |
| 1964-1965                                                                               | Division 2      | 5e          | 47          | 42          | 15          | 17          | 10          | 74          | 67          | +7          | Quatrième tour     | Deuxième tour     | —                 | —               | —                   |
| 1965-1966                                                                               | Division 2      | 15e         | 39          | 42          | 15          | 9           | 18          | 58          | 66          | -8          | Troisième tour     | Cinquième tour    | —                 | —               | —                   |
| 1966-1967                                                                               | Division 2      | 5e          | 50          | 42          | 17          | 16          | 9           | 70          | 54          | +16         | Cinquième tour     | Troisième tour    | —                 | —               | —                   |
| 1967-1968                                                                               | Division 2      | 1er         | 59          | 42          | 22          | 15          | 5           | 79          | 44          | +35         | Troisième tour     | Troisième tour    | —                 | —               | —                   |
| 1968-1969                                                                               | Division 1      | 12e         | 41          | 42          | 15          | 11          | 16          | 59          | 60          | -1          | Troisième tour     | Deuxième tour     | —                 | —               | —                   |
| 1969-1970                                                                               | Division 1      | 18e         | 31          | 42          | 10          | 11          | 21          | 40          | 63          | -23         | Troisième tour     | Troisième tour    | —                 | —               | —                   |
| 1970-1971                                                                               | Division 1      | 19e         | 34          | 42          | 12          | 10          | 20          | 42          | 48          | -6          | Cinquième tour     | Deuxième tour     | —                 | —               | —                   |
| 1971-1972                                                                               | Division 1      | 13e         | 38          | 42          | 11          | 16          | 15          | 39          | 53          | -14         | Quatrième tour     | Deuxième tour     | —                 | —               | —                   |
| 1972-1973                                                                               | Division 1      | 4e          | 46          | 42          | 17          | 14          | 11          | 55          | 45          | +10         | Quatrième tour     | Troisième tour    | —                 | —               | —                   |
| 1973-1974                                                                               | Division 1      | 4e          | 49          | 42          | 18          | 11          | 13          | 67          | 58          | +9          | Cinquième tour     | Quatrième tour    | —                 | C3              | Quarts de finale    |
| 1974-1975                                                                               | Division 1      | 3e          | 51          | 42          | 23          | 5           | 14          | 66          | 44          | +22         | Demi-finales       | Cinquième tour    | —                 | C3              | Premier tour        |
| 1975-1976                                                                               | Division 1      | 6e          | 49          | 42          | 18          | 11          | 13          | 67          | 58          | +9          | Demi-finales       | Deuxième tour     | —                 | C3              | Deuxième tour       |
| 1976-1977                                                                               | Division 1      | 3e          | 52          | 42          | 22          | 8           | 12          | 66          | 39          | +27         | Quatrième tour     | Deuxième tour     | —                 | —               | —                   |
| 1977-1978                                                                               | Division 1      | 18e         | 35          | 42          | 11          | 13          | 18          | 47          | 61          | -14         | Vainqueur          | Quatrième tour    | —                 | C3              | Troisième tour      |
| 1978-1979                                                                               | Division 1      | 6e          | 49          | 42          | 20          | 9           | 13          | 63          | 49          | +14         | Quarts de finale   | Deuxième tour     | Finale            | C2              | Quarts de finale    |
| 1979-1980                                                                               | Division 1      | 3e          | 53          | 42          | 22          | 9           | 11          | 68          | 39          | +29         | Quarts de finale   | Deuxième tour     | —                 | C3              | Deuxième tour       |
| 1980-1981                                                                               | Division 1      | 2e          | 56          | 42          | 23          | 10          | 9           | 77          | 43          | +34         | Demi-finales       | Quatrième tour    | —                 | C3              | Vainqueur           |
| 1981-1982                                                                               | Division 1      | 2e          | 83          | 42          | 26          | 5           | 11          | 75          | 53          | +22         | Cinquième tour     | Demi-finales      | —                 | C3              | Premier tour        |
| 1982-1983                                                                               | Division 1      | 9e          | 58          | 42          | 15          | 13          | 14          | 64          | 50          | +14         | Cinquième tour     | Deuxième tour     | —                 | C3              | Premier tour        |
| 1983-1984                                                                               | Division 1      | 12e         | 53          | 42          | 15          | 8           | 19          | 55          | 57          | -2          | Quatrième tour     | Quatrième tour    | —                 | —               | —                   |
| 1984-1985                                                                               | Division 1      | 17e         | 50          | 42          | 13          | 11          | 18          | 46          | 57          | -11         | Quarts de finale   | Demi-finales      | —                 | —               | —                   |
| 1985-1986                                                                               | Division 1      | 20e         | 41          | 42          | 11          | 8           | 23          | 32          | 55          | -23         | Quatrième tour     | Quatrième tour    | —                 | —               | —                   |
| 1986-1987                                                                               | Division 2      | 5e          | 64          | 42          | 17          | 13          | 12          | 59          | 43          | +16         | Troisième tour     | Troisième tour    | —                 | —               | —                   |
| 1987-1988                                                                               | Division 2      | 8e          | 66          | 44          | 19          | 9           | 16          | 61          | 52          | +9          | Troisième tour     | Quatrième tour    | —                 | —               | —                   |
| 1988-1989                                                                               | Division 2      | 8e          | 73          | 46          | 22          | 7           | 17          | 71          | 61          | +10         | Troisième tour     | Quatrième tour    | —                 | —               | —                   |
| 1989-1990                                                                               | Division 2      | 9e          | 69          | 46          | 19          | 12          | 15          | 67          | 66          | +1          | Quatrième tour     | Deuxième tour     | —                 | —               | —                   |
| 1990-1991                                                                               | Division 2      | 14e         | 57          | 46          | 13          | 18          | 15          | 60          | 68          | -8          | Deuxième tour      | Troisième tour    | —                 | —               | —                   |
| 1991-1992                                                                               | Division 2      | 1er         | 84          | 46          | 24          | 12          | 10          | 70          | 50          | +20         | Cinquième tour     | Deuxième tour     | —                 | —               | —                   |
| 1992-1993                                                                               | Premier League  | 16e         | 52          | 42          | 12          | 16          | 14          | 50          | 55          | -5          | Quarts de finale   | Cinquième tour    | —                 | —               | —                   |
| 1993-1994                                                                               | Premier League  | 19e         | 43          | 42          | 9           | 16          | 17          | 35          | 58          | -23         | Cinquième tour     | Troisième tour    | —                 | —               | —                   |
| 1994-1995                                                                               | Premier League  | 22e         | 27          | 42          | 7           | 6           | 29          | 36          | 93          | -57         | Troisième tour     | Deuxième tour     | —                 | —               | —                   |
| 1995-1996                                                                               | Division 1      | 7e          | 69          | 46          | 19          | 12          | 15          | 79          | 69          | +10         | Cinquième tour     | Deuxième tour     | —                 | —               | —                   |
| 1996-1997                                                                               | Division 1      | 4e          | 74          | 46          | 20          | 14          | 12          | 68          | 50          | +18         | Troisième tour     | Cinquième tour    | —                 | —               | —                   |
| 1997-1998                                                                               | Division 1      | 5e          | 83          | 46          | 23          | 14          | 9           | 77          | 43          | +34         | Quatrième tour     | Cinquième tour    | —                 | —               | —                   |
| 1998-1999                                                                               | Division 1      | 3e          | 86          | 46          | 26          | 8           | 12          | 69          | 32          | +37         | Quatrième tour     | Deuxième tour     | —                 | —               | —                   |
| 1999-2000                                                                               | Division 1      | 3e          | 87          | 46          | 25          | 12          | 9           | 71          | 42          | +29         | Troisième tour     | Deuxième tour     | —                 | —               | —                   |
| 2000-2001                                                                               | Premier League  | 5e          | 66          | 38          | 20          | 6           | 12          | 57          | 42          | +15         | Quatrième tour     | Demi-finales      | —                 | —               | —                   |
| 2001-2002                                                                               | Premier League  | 18e         | 36          | 38          | 9           | 9           | 20          | 41          | 64          | -23         | Quatrième tour     | Quatrième tour    | —                 | C3              | Troisième tour      |
| 2002-2003                                                                               | Division 1      | 7e          | 70          | 46          | 19          | 13          | 14          | 80          | 64          | +16         | Quatrième tour     | Quatrième tour    | —                 | C3              | Deuxième tour       |
| 2003-2004                                                                               | Division 1      | 5e          | 73          | 46          | 21          | 10          | 15          | 84          | 72          | +12         | Quatrième tour     | Deuxième tour     | —                 | —               | —                   |
| 2004-2005                                                                               | Championship    | 3e          | 85          | 46          | 24          | 13          | 9           | 85          | 56          | +29         | Troisième tour     | Deuxième tour     | —                 | —               | —                   |
| 2005-2006                                                                               | Championship    | 15e         | 56          | 46          | 14          | 14          | 18          | 53          | 66          | -13         | Troisième tour     | Premier tour      | —                 | —               | —                   |
| 2006-2007                                                                               | Championship    | 14e         | 62          | 46          | 18          | 8           | 20          | 64          | 59          | +5          | Cinquième tour     | Premier tour      | —                 | —               | —                   |
| 2007-2008                                                                               | Championship    | 8e          | 69          | 46          | 18          | 15          | 13          | 65          | 56          | +9          | Troisième tour     | Premier tour      | —                 | —               | —                   |
| 2008-2009                                                                               | Championship    | 9e          | 66          | 46          | 17          | 15          | 14          | 62          | 53          | +9          | Quatrième tour     | Troisième tour    | —                 | —               | —                   |
| 2009-2010                                                                               | Championship    | 15e         | 56          | 46          | 12          | 20          | 14          | 50          | 61          | -11         | Quatrième tour     | Deuxième tour     | —                 | —               | —                   |
| 2010-2011                                                                               | Championship    | 13e         | 62          | 46          | 18          | 8           | 20          | 62          | 68          | -6          | Troisième tour     | Demi-finales      | —                 | —               | —                   |
| 2011-2012                                                                               | Championship    | 15e         | 61          | 46          | 17          | 10          | 19          | 69          | 77          | -8          | Troisième tour     | Premier tour      | —                 | —               | —                   |
| 2012-2013                                                                               | Championship    | 14e         | 60          | 46          | 16          | 12          | 18          | 48          | 61          | -13         | Troisième tour     | Deuxième tour     | —                 | —               | —                   |
| 2013-2014                                                                               | Championship    | 9e          | 68          | 46          | 18          | 14          | 14          | 60          | 54          | +6          | Troisième tour     | Premier tour      | —                 | —               | —                   |
| 2014-2015                                                                               | Championship    | 6e          | 78          | 46          | 22          | 12          | 12          | 72          | 54          | +18         | Troisième tour     | Premier tour      | —                 | —               | —                   |
| 2015-2016                                                                               | Championship    | 7e          | 69          | 46          | 18          | 15          | 13          | 53          | 51          | +2          | Troisième tour     | Troisième tour    | —                 | —               | —                   |
| 2016-2017                                                                               | Championship    | 16e         | 55          | 46          | 13          | 16          | 17          | 48          | 58          | -10         | Troisième tour     | Premier tour      | —                 | —               | —                   |
| 2017-2018                                                                               | Championship    | 12e         | 60          | 46          | 17          | 9           | 20          | 57          | 60          | -3          | Troisième tour     | Deuxième tour     | —                 | —               | —                   |
| 2018-2019                                                                               | Championship    | 24e         | 31          | 46          | 5           | 16          | 25          | 36          | 77          | -41         | Troisième tour     | Premier tour      | —                 | —               | —                   |
| 2019-2020                                                                               | League One      | 11e         | 52          | 36          | 14          | 10          | 12          | 46          | 36          | +10         | Deuxième tour      | Premier tour      | —                 | —               | —                   |
| 2020-2021                                                                               | League One      | 9e          | 69          | 46          | 19          | 12          | 15          | 46          | 46          | 0           | Premier tour       | Deuxième tour     | —                 | —               | —                   |
| 2021-2022                                                                               | League One      | 11e         | 70          | 46          | 18          | 16          | 12          | 67          | 46          | +21         | Deuxième tour      | Premier tour      | —                 | —               | —                   |
| 2022-2023                                                                               | League One      | 2e          | 98          | 46          | 28          | 14          | 4           | 101         | 35          | +76         | Quatrième tour     | Premier tour      | —                 | —               | —                   |
| 2023-2024                                                                               | Championship    | 2e          | 96          | 46          | 28          | 12          | 6           | 92          | 57          | +35         | Quatrième tour     | Quatrième tour    | —                 | —               | —                   |
| 2024-2025                                                                               | Premier League  | 19e         | 22          | 38          | 4           | 10          | 24          | 36          | 82          | -46         | Cinquième tour     | Deuxième tour     | —                 | —               | —                   |